# Satcam Boolell
Satcam Boolell, född 11 september 1920, död 23 mars 2006, var Mauritius utrikesminister från 1986 till 1990.